# Světový pohár ve vodním slalomu 2023
Světový pohár ve vodním slalomu 2023 byla série pěti závodů konaná v období od června do října 2023. První závod proběhl v německém Augsburgu, finále se konalo ve francouzském Vaires-sur-Marne.

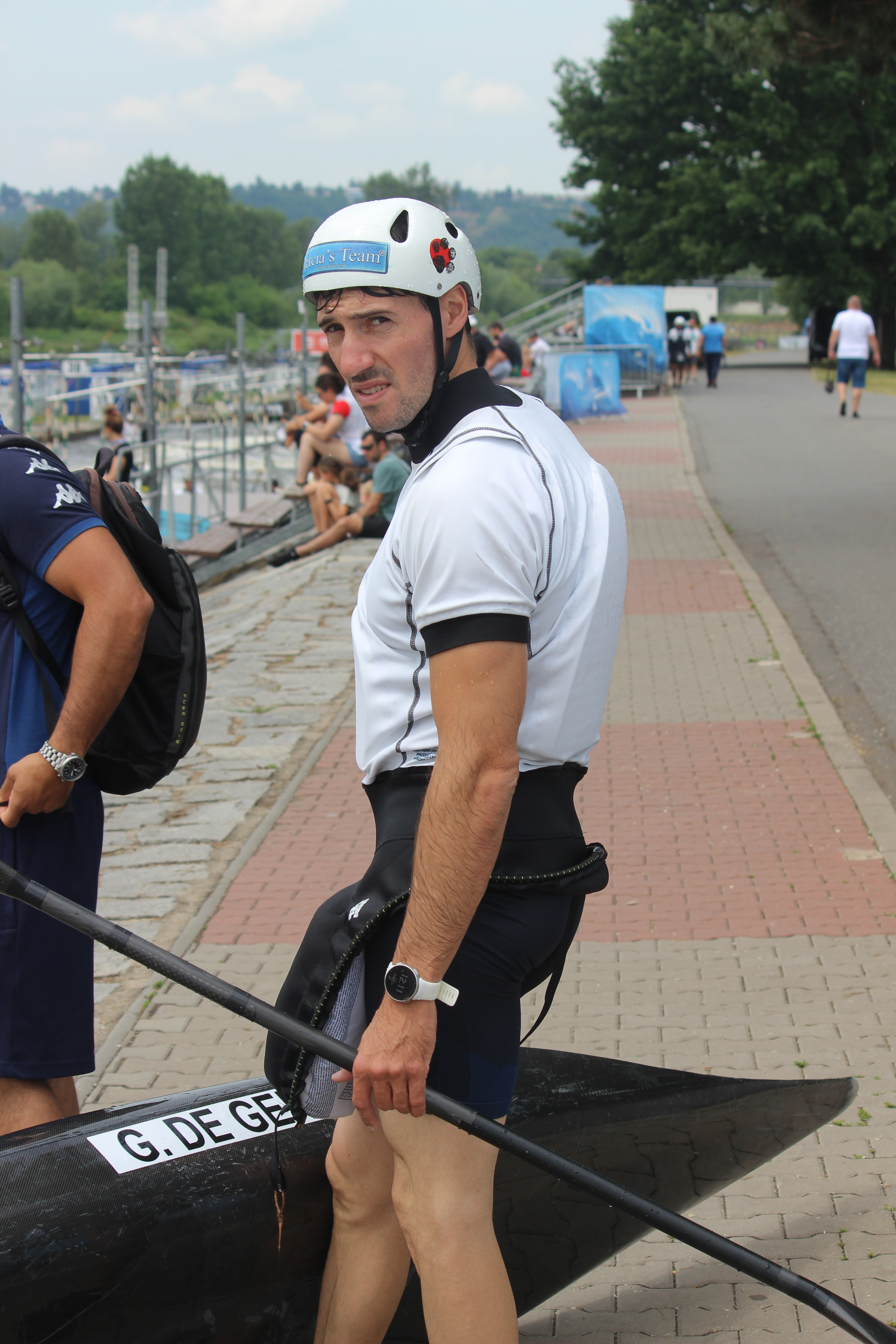
Italský závodník Giovanni De Gennaro v Praze

Součástí tohoto ročníku světového poháru byl závod na kanálu v Praze-Troji od 8. do 11. června.

## Kalendář
| Č. podniku | Místo            | Termín              |
| ---------- | ---------------- | ------------------- |
| 1          | Augsburg         | 1.–4. června        |
| 2          | Praha            | 8.–11. června       |
| 3          | Tacen            | 15.–18. června      |
| 4          | La Seu           | 31. srpna – 3. září |
| Finále (5) | Vaires-sur-Marne | 5.–8. října         |

## Konečné pořadí

### Kanoe – C1
| Muži   | Muži              | Muži |
| Pořadí | Jméno             | Body |
| ------ | ----------------- | ---- |
| 1.     | Luka Božič        | 270  |
| 2.     | Matej Beňuš       | 268  |
| 3.     | Raffaello Ivaldi  | 257  |
| 5.     | Jiří Prskavec     | 222  |
| 10.    | Václav Chaloupka  | 171  |
| 23.    | Lukáš Rohan       | 96   |
| 43.    | Vojtěch Heger     | 28   |
| 55.    | Martin Kratochvíl | 15   |

| Ženy   | Ženy               | Ženy |
| Pořadí | Jméno              | Body |
| ------ | ------------------ | ---- |
| 1.     | Jessica Foxová     | 334  |
| 1.     | Kimberley Woodsová | 222  |
| 3.     | Viktorija Usová    | 217  |
| 9.     | Gabriela Satková   | 175  |
| 11.    | Tereza Fišerová    | 165  |
| 12.    | Tereza Kneblová    | 163  |
| 35.    | Martina Satková    | 66   |
| 42.    | Eva Říhová         | 25   |
| 48.    | Jana Matulková     | 21   |

### Kajak – K1
| Muži   | Muži                | Muži |
| Pořadí | Jméno               | Body |
| ------ | ------------------- | ---- |
| 1.     | Vít Přindiš         | 304  |
| 2.     | Giovanni de Gennaro | 271  |
| 3.     | Jiří Prskavec       | 252  |
| 9.     | Jakub Krejčí        | 178  |

| Ženy   | Ženy              | Ženy |
| Pořadí | Jméno             | Body |
| ------ | ----------------- | ---- |
| 1.     | Jessica Foxová    | 308  |
| 1.     | Elena Liliková    | 277  |
| 3.     | Klaudia Zvolinská | 262  |
| 13.    | Tereza Fišerová   | 144  |
| 19.    | Amálie Hilgertová | 120  |
| 20.    | Antonie Galušková | 118  |
| 39.    | Veronika Vojtová  | 38   |
| 53.    | Martina Satková   | 15   |
| 84.    | Lucie Nesnídalová | 2    |

### Kajak kros – X1
| Muži   | Muži              | Muži |
| Pořadí | Jméno             | Body |
| ------ | ----------------- | ---- |
| 1.     | Joe Clarke        | 189  |
| 2.     | Boris Neveu       | 171  |
| 3.     | Timoty Anderson   | 161  |
| 9.     | Vít Přindiš       | 120  |
| 19.    | Jakub Krejčí      | 61   |
| 19.    | Ondřej Tunka      | 21   |
| 54.    | Lukáš Rohan       | 21   |
| 118.   | Martin Kratochvíl | 2    |

| Ženy   | Ženy               | Ženy |
| Pořadí | Jméno              | Body |
| ------ | ------------------ | ---- |
| 1.     | Kimberley Woodsová | 334  |
| 1.     | Luuka Jonesová     | 222  |
| 3.     | Jessica Foxová     | 217  |
| 9.     | Veronika Vojtová   | 152  |
| 10.    | Tereza Fišerová    | 105  |
| 11.    | Tereza Kneblová    | 97   |
| 26.    | Lucie Nesnídalová  | 25   |
| 37.    | Martina Satková    | 17   |
| 69.    | Kateřina Berková   | 4    |